# Zyta Gilowska
Zyta Janina Gilowska (), née Napolska le 7 juillet 1949 à Nowe Miasto Lubawskie, morte le 5 avril 2016 à Świdnik, est une économiste, universitaire et femme d'État polonaise, ayant appartenu à divers partis libéraux de centre droit polonais.
Elle est ministre des Finances à deux reprises entre 2005 et 2007, et vice-présidente du Conseil des ministres de 2006 à 2007, dans les gouvernements conservateurs de Kazimierz Marcinkiewicz puis Jarosław Kaczyński.

## Formation et carrière
Elle étudie d'abord à l'institut d'économie de l'université de Varsovie, puis obtient son doctorat d'économie agricole, ainsi qu'une habilitation à diriger des recherches, à l'université Marie Curie-Skłodowska de Lublin. Par décret présidentiel, elle accède au grade de professeur en 1999, et commence à enseigner deux ans plus tard à l'université catholique de Lublin. Elle siège également au comité des sciences économiques de l'académie des sciences.

## Vie politique

### Une carrière dans les partis libéraux
Membre du Congrès libéral-démocrate (KLD) au début des années 1990, elle rejoint en 1994 l'Union pour la liberté (UW), issue de la fusion de plusieurs formations libérales, dont le KLD, et fait même partie du conseil national du parti pendant les deux années suivantes.
En 2001, elle adhère à la Plate-forme civique (PO) et est élue députée de Lublin à la Diète polonaise. Elle y devient membre du bureau du groupe PO et vice-présidente de la commission des Finances. Dans le même temps, elle est désignée vice-présidente du parti, et présidente dans la région de Lublin.
Au cours de cette période, elle a fait l'objet d'accusations de népotisme, puisque sa belle-fille travaillait au sein de son bureau parlementaire. Elle a rétorqué que celle-ci était déjà employée avant qu'elle ne rencontre son fils, que la direction du parti connaissait cette situation et que celle-ci était fréquente pour les autres députés.

### Ministre des Finances des gouvernements conservateurs
Le 7 janvier 2006, Zyta Gilowska, qui a quitté la PO l'année précédente, est nommée vice-présidente du Conseil des ministres et ministre des Finances dans le gouvernement de droite dirigé par Kazimierz Marcinkiewicz, entré en fonction à peine deux mois plus tôt. Elle démissionne cependant dès le 24 juin, accusée d'avoir menti au regard de la « loi de lustration », qui oblige les titulaires de charge publique à révéler leur passé vis-à-vis des services secrets de l'époque communiste (SB).
Innocentée par le tribunal de première instance spécial le 6 septembre, elle retrouve l'ensemble de ses fonctions gouvernementales seize jours plus tard, mais sous la direction de Jarosław Kaczyński, au pouvoir depuis le 14 juillet.

### Fin de parcours
À la suite de la convocation d'élections législatives anticipées le 21 octobre 2007, elle se présente dans la circonscription de Poznań, sous les couleurs du parti Droit et justice (PiS), et est élue pour une seconde fois à la Diète polonaise, en récoltant plus de 54 000 voix.  Elle démissionne cependant le 14 février 2008, puis est nommée membre du conseil de politique monétaire le 16 février 2010 sur désignation du président de la République Lech Kaczyński.